# Березино (город)
Березино́ (бел. Беразіно́) — город в Минской области Беларуси в 100 км к востоку от Минска. Административный центр Березинского района. Стоит на реке Березине. Через город проходят шоссе Могилёв — Минск (автомагистраль М4) и Борисов — Бобруйск. Население — 11 250 человек (на 1 января 2025 года).

## География
Центр Березинского района Минской области стоит на реке Березина. От Минска его отделяет около ста километров.

## История

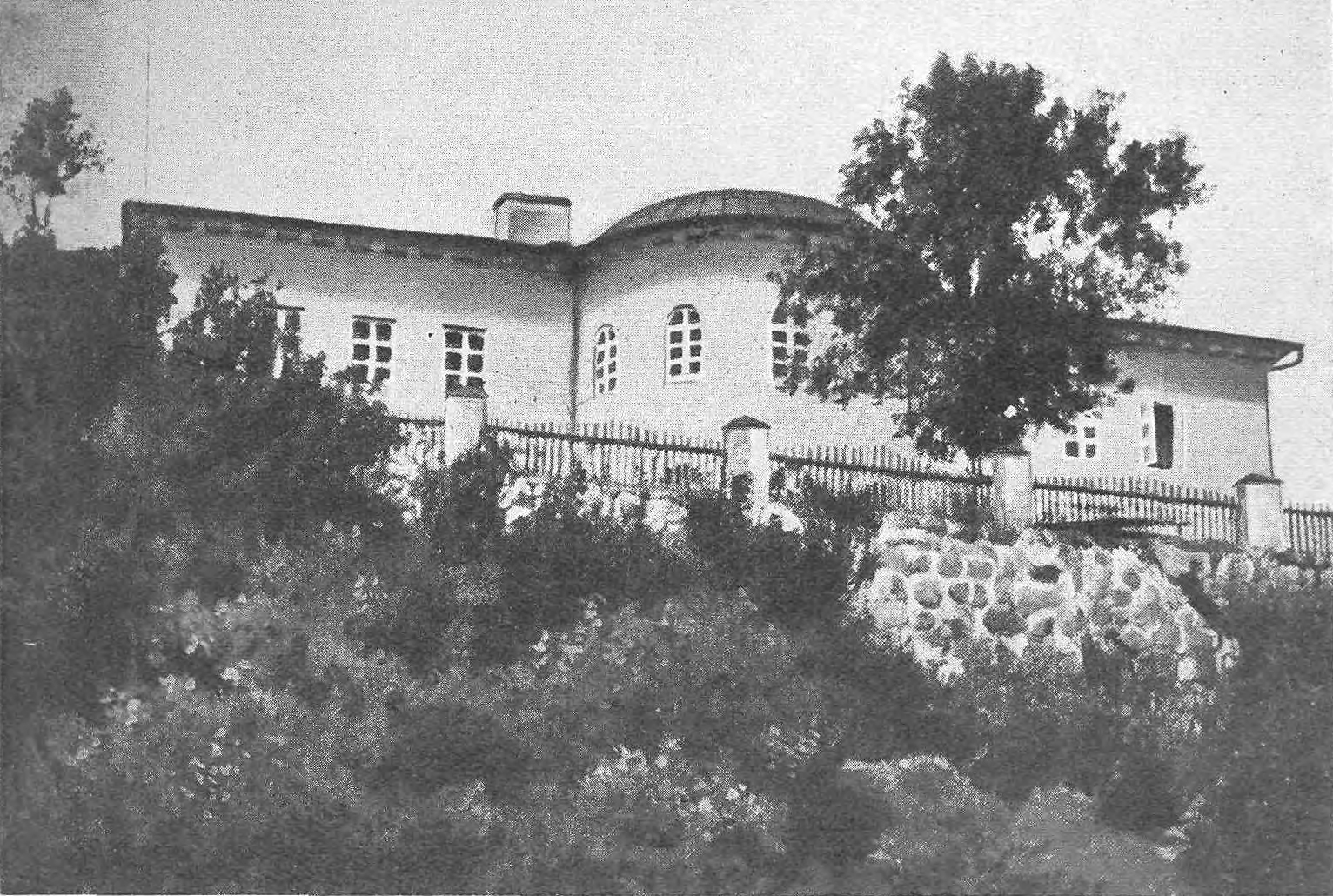
Усадьба Потоцких

Впервые Березино упоминается в 1501 году как местечко Любошанского староства, которое находилось в государственной собственности Великого княжества Литовского и управлялось государственным наместником на условиях заклада. Встречаются также названия Нижнее Березино и Березино Любошанское. С середины XVI века владельцами Березино становятся Сапеги. В 1641 году князь Лев Сапега основывает здесь католический храм Вознесения Девы Марии.
Великий канцлер Литвы Лев Сапега по приказу короля Речи Посполитой Яна Казимира 24 сентября 1641 года заложил в городе на рыночной площади деревянный костёл. Строительство костёла было завершено в 1644 году. Этот костёл был названа в честь Пресвятой Богородицы Кармельской.
Позднее костёл был переименован в честь Успения Пресвятой Девы Марии.
В 1655 году город заняли русские войска во время войны России с Речью Посполитой. В 1671 году Березино перешло к польским магнатам Тышкевичам. В состав Российской империи город вошёл после второго раздела Речи Посполитой в 1793 году. С присоединением Любошанского староства к Российской империи оно сохранило статус так называемого старостинского государственного имения. Однако затем императрица Екатерина II подарила его в частную собственность графу Людвику Тышкевичу как последнему старосте. После его смерти имение Березино-Любошанское перешло в наследство его дочери Анне Скумин-Тышкевич, первым мужем которой был граф Александр Станиславович Потоцкий. В 1846 г. Анна подарила имение Березино своему младшему сыну — графу Августу Александровичу Потоцкому, у которого имение Березино в 1856 г. было куплено его младшим братом — графом Маврикием Александровичем Потоцким. Потоцкие владели имением до 1917 г. После большевистского переворота владения Потоцких были национализированы.
Именно шляхетский род Потоцких и организовал в Березино строительство наиболее знаковых сооружений.
Одно из них, усадьба Потоцких построенная в середине XIX века, когда Анна Потоцкая, после развода обосновалась в Березино. Усадьба отнесена к историко-культурным ценностям Республики Беларусь, хотя в данный момент и находится в запустении. Изначально изящный дом в стиле позднего классицизма, расположенный на крутом берегу реки Березины, служил летней резиденцией. Позднее, с 1917 по 1970 года дворец использовался как средняя школа, а чуть позже — как колхозный склад. Сегодня усадьба выставлена на аукцион, предлагается право аренды на 50 лет земельного участка площадью более 0,5 га).
Также Потоцкие заложили основу местной винокурни. В 1892 году было построено здание ныне действующего спиртзавода в стиле промышленной эклектики, которая настолько своеобразная, что даже во время реставрации были сохранены все важнейшие элементы архитектуры.
Во время Северной войны в 1708 году через реку Березина с армией переправился шведский король Карл XII.
Немецкая оккупация во время Великой Отечественной войны длилась с 3 июля 1941 года по 3 июля 1944 года, освобождение в этот райцентр принесла операция «Багратион».
В 1914 году сгорел Костёл Успения Пресвятой Девы Марии.
Днём города в Березино считается день освобождения от немецкой оккупации — 3 июля.
20 октября 1995 года административные единицы Березинский район и город Березино, имеющие общий административный центр, объединены в одну административную единицу — Березинский район.

## Хронология упоминания
Впервые упоминается в 1501 году как местечко в Минском воеводстве, принадлежавшее магнацкому роду Сапегов.
- 17 июля 1924 — центр района в Борисовском округе
- 9 июня 1927 — центр района в Минском округе (до 23 июля 1928)
- Январь 1938 — Березинский район в составе Могилёвской области
- 27 сентября 1938 — посёлок городского типа
- 20 сентября 1944 — район в составе Минской области
- 25 декабря 1962 — район упразднён, территория вошла в Червенский район
- 6 января 1965 — район восстановлен
- 7 марта 1968 — Березино — город районного подчинения

## Геральдика
22 ноября 2007 года утверждён новый герб и флаг. Герб города Березино и Березинского района представляет собой пересечённый испанский щит, в верхнем серебряном поле которого изображён возникающий из золотой короны лис красного цвета, обращённый геральдически вправо, держащий в лапах золотую стрелу, перекрещённую двумя перекладинами, — герб «Лис». В нижнем зелёном поле расположены три опрокинутых серебряных дубовых листа с двумя желудями.

## Население
Численность населения — 11 250 человек (на 1 января 2025 года).
На 1 января 2007 года население города составляло 12,8 тысяч человек.
На 1 января 2016 года в городе проживало 11 832 человек.
В 1897 году было зарегистрировано 4871 жителей, из которых 3377 были евреями. Большинство довоенного еврейского населения Березино погибло во время немецкой оккупации 1941—1944 годов.
| Численность населения:                                                                          |
| Графики недоступны из-за технических проблем. См. информацию на Фабрикаторе и на mediawiki.org. |

| 1897 | 1939   | 1959   | 1970   | 1979   | 1989     | 2006     | 2018     | 2023     | 2024   | 2025    |
| ---- | ------ | ------ | ------ | ------ | -------- | -------- | -------- | -------- | ------ | ------- |
| 4900 | ▼ 4800 | ▬ 4800 | ▲ 6600 | ▲ 9274 | ▲ 12 665 | ▼ 12 564 | ▼ 11 672 | ▼ 11 428 | ▼11250 | ▼11 250 |

| Национальный состав по переписи населения 2009 года (всего — 12 020 человек) | Национальный состав по переписи населения 2009 года (всего — 12 020 человек) | Национальный состав по переписи населения 2009 года (всего — 12 020 человек) |
| Народ                                                                        | Всего                                                                        | Всего                                                                        |
| Народ                                                                        | чел.                                                                         | %                                                                            |
| ---------------------------------------------------------------------------- | ---------------------------------------------------------------------------- | ---------------------------------------------------------------------------- |
| Белорусы                                                                     | 11 239                                                                       | 93,5 %                                                                       |
| Русские                                                                      | 573                                                                          | 4,77 %                                                                       |
| Украинцы                                                                     | 115                                                                          | 0,96 %                                                                       |
| Поляки                                                                       | 20                                                                           | 0,17 %                                                                       |
| Татары                                                                       | 10                                                                           | 0,08 %                                                                       |

## Транспорт
Через город проходит автотрасса Минск — Могилёв.

## Здравоохранение
В структуру УЗ «Березинская центральная районная больница» входят:
- поликлиника на 400 посещений
- районная больница на 215 коек
- 3 врачебные амбулатории
- 18 фельдшерско-акушерских пунктов

## Экономика
- ООО «Биомолпром»: построено в рамках президентской программы «Дети Беларуси», производство — кисломолочный продукт бифидина.
- Березинский спиртовой завод (в настоящее время — участок производства спирта (г. Березино) производственного цеха № 8 (г. п. Уречье) ОАО «Минск Кристалл».
- Березинский сыродельный завод (в прошлом — крупнейшее предприятие района), преобразовано в производственный участок ОАО «Здравушка-милк» (производит масло, сыры, сухие молочные продукты);
- Березинский завод хлебобулочных изделий;
- РКУПП «Березинское ЖКХ»[19].

Березинский плодоовощной завод ликвидирован в 2009 году.

## Образование
В г. Березино действуют две средние школы и одна гимназия (СШ № 2 и № 3). Также работает образовательно-интеллектуальный центр, в котором ведётся обучение по профильным предметам. 

## Спорт
Расположены спорткомплекс «Лазурный» и "Специализированная детско-юношеская школа олимпийского резерва".

## Культура
- Центр культуры
- Центр ремёсел
- Березинский музей деревянной ложки
- Историко-краеведческий музей «Зеркало времени» ГУО «Березинская гимназия»

## Достопримечательности
- Братская могила (1941-1944), ул. Октябрьская —  Историко-культурная ценность Республики Беларусь, шифр 613Д000043.
- Усадьба графа Потоцкого, ул. Набережная, 1 —  Историко-культурная ценность Республики Беларусь, шифр 612Г000042 (см. также Потоцкие).
- Спасо-Преображенская церковь (1950-е).
- Николаевская церковь (начало XXI в.). Расположена около шоссе Минск — Могилёв.
- Костёл Божьей Матери (начало XXI в.).
- Здание спиртзавода (1892). Построен родом графов Потоцких в стиле промышленной эклектики.
- Вековые валуны.

### Утраченное наследие
- Костёл Святой Девы Марии (1644—1914 гг.).

## Галерея

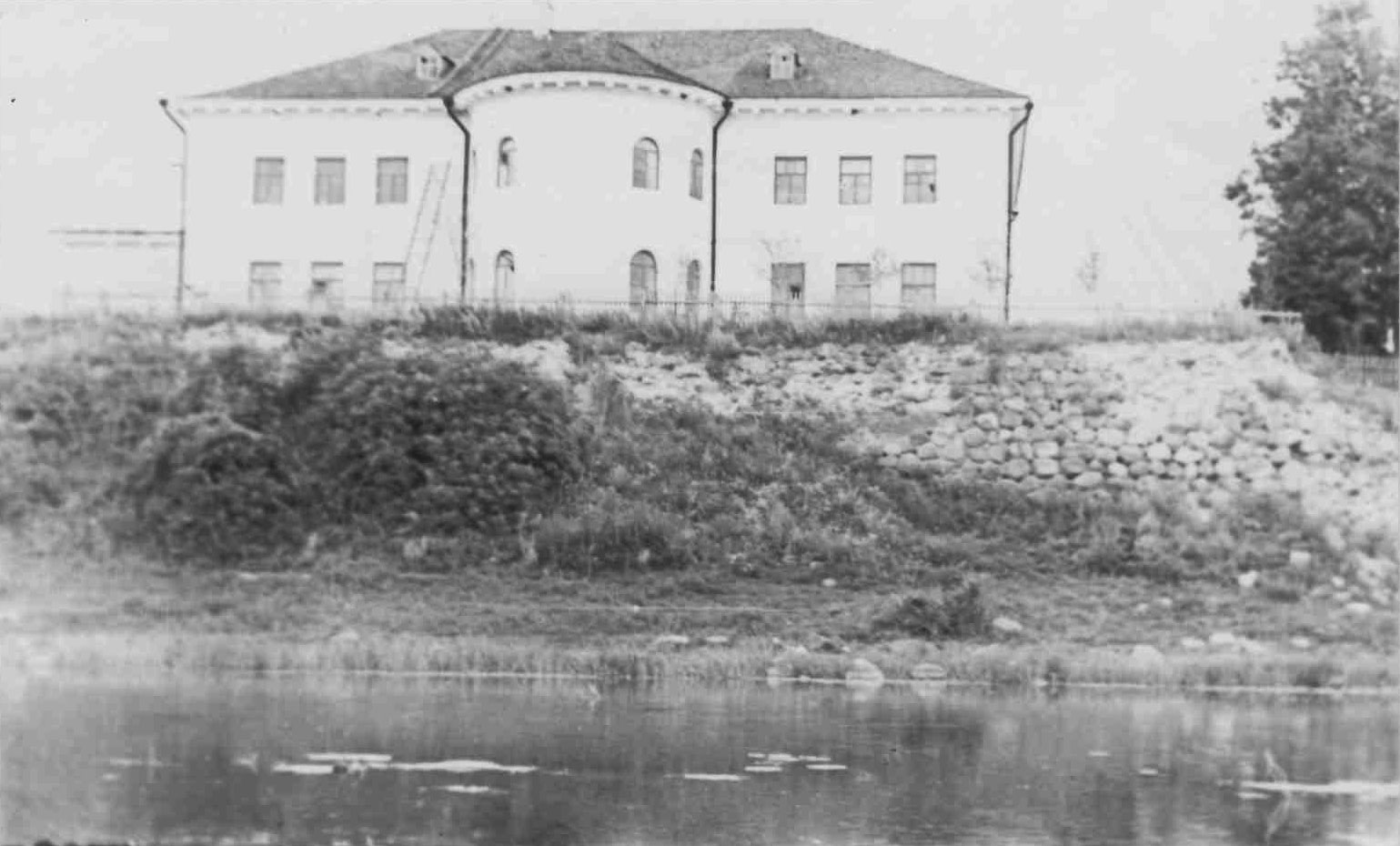
Усадьба Потоцких. Фотография до 1918 года
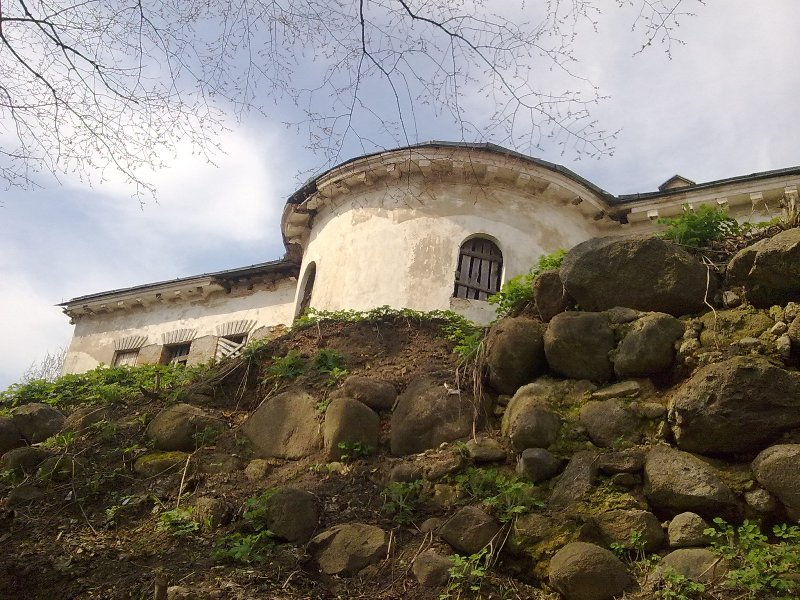
Усадьба Потоцких
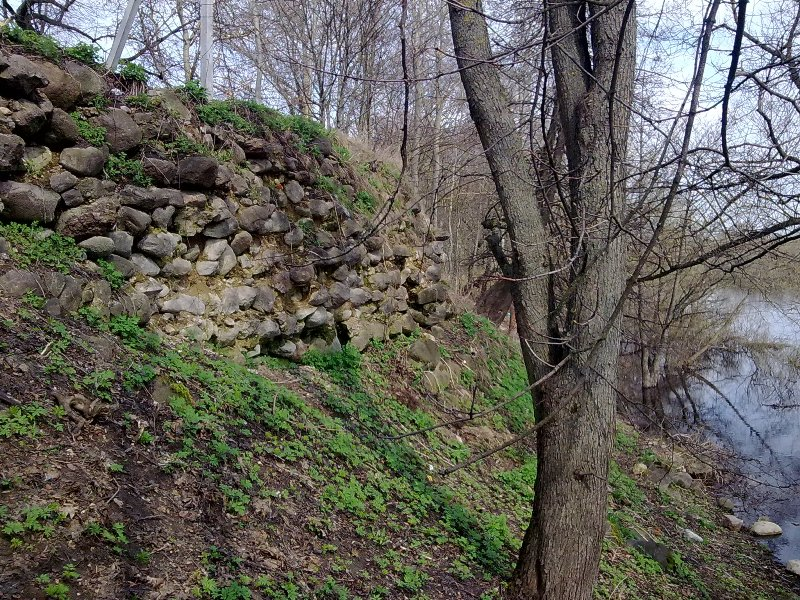
Усадьба Потоцких

## Кинофильмы, снятые в г. Березино
- К/ф «Иван», 1982 г., Беларусьфильм (в гл. роли — А. Папанов)

## Международное сотрудничество
Города-побратимы:
- Клин, Россия